# Страдун

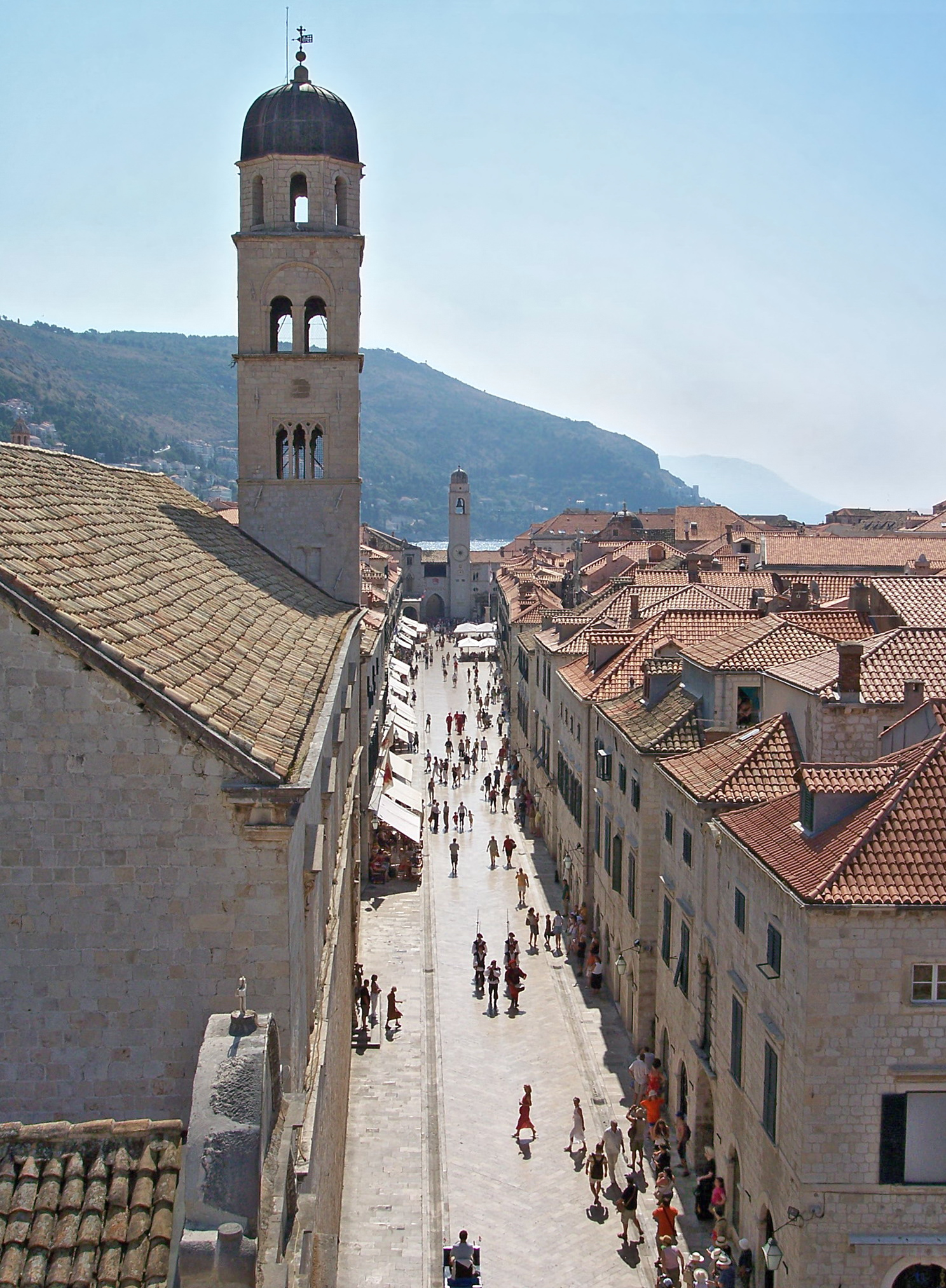
Вид на Страдун

Стра́дун (хорв. Stradun, итал. Stradone) — главная улица исторического центра города Дубровника в Хорватии.
Страдун, как и все улицы Старого города, является пешеходной. В 1468 году её вымостили известняком; её длина составляет 300 метров.
Ранее на месте современной улицы была заболоченная протока, отделявшая Рагузу от Дубравы, пока в IX веке они не соединились в один город. Страдун проходит по всему городу с востока на запад, соединяя западный вход, который называется «Врата Пила», с восточными «Вратами Плоче». На обоих концах улицы стоят фонтаны XV века — Большой Онуфриев фонтан на западном конце и Малый Онуфриев фонтан на восточном, и колокольни — Городская колокольня на западе и колокольня монастыря францисканцев на востоке.

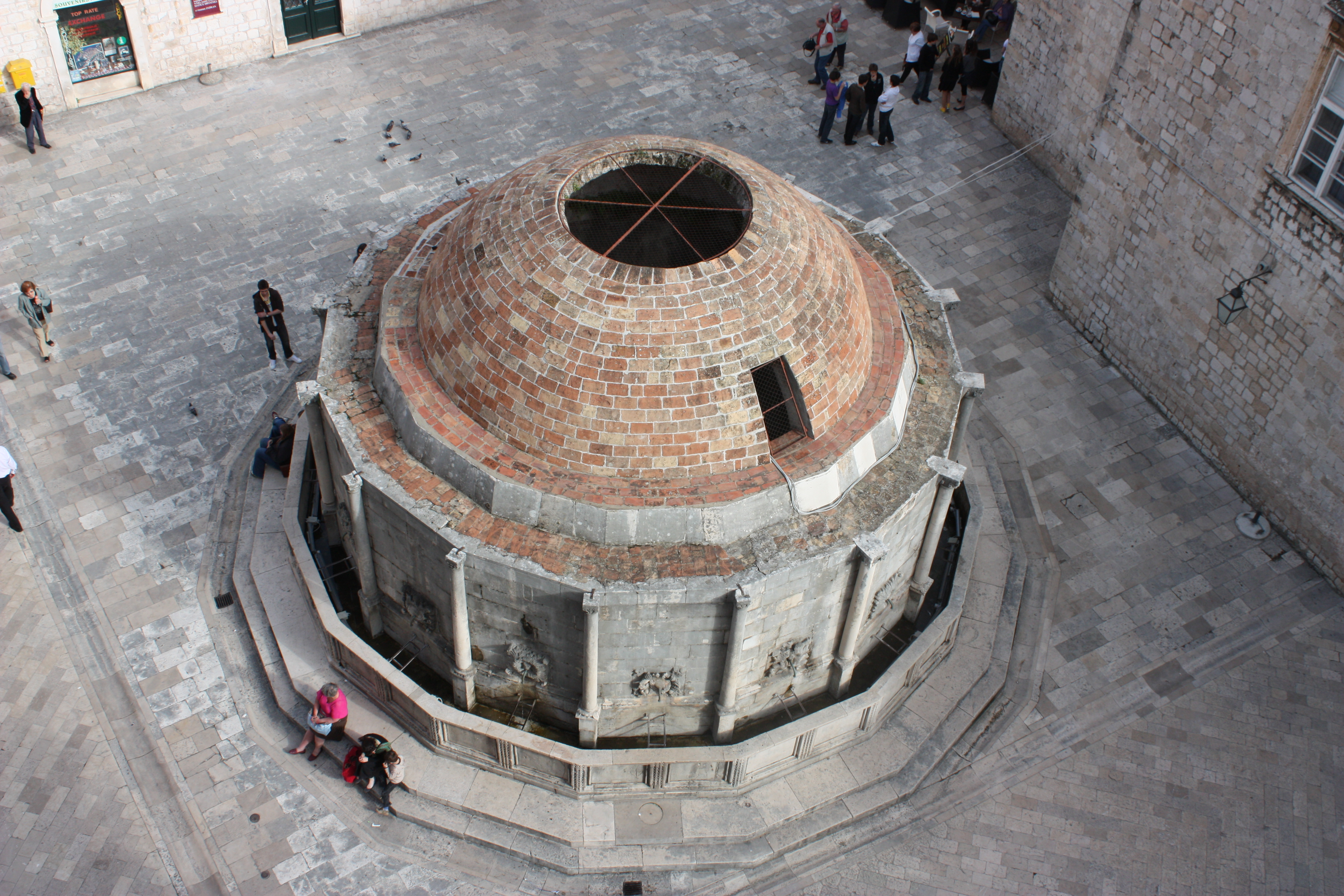
Большой Онуфриев фонтан

Страдун стал главной улицей города в XII веке и его современный вид, главным образом, сформировался после землетрясения 1667 года, во время которого большинство зданий были разрушены. До землетрясения дома не были выполнены в едином стиле, как они выглядят в настоящее время — с частым использованием аркад и искусным убранством. После землетрясения и последовавшего за ним пожара Дубровницкой республикой был принят закон, определяющий будущую планировку города.

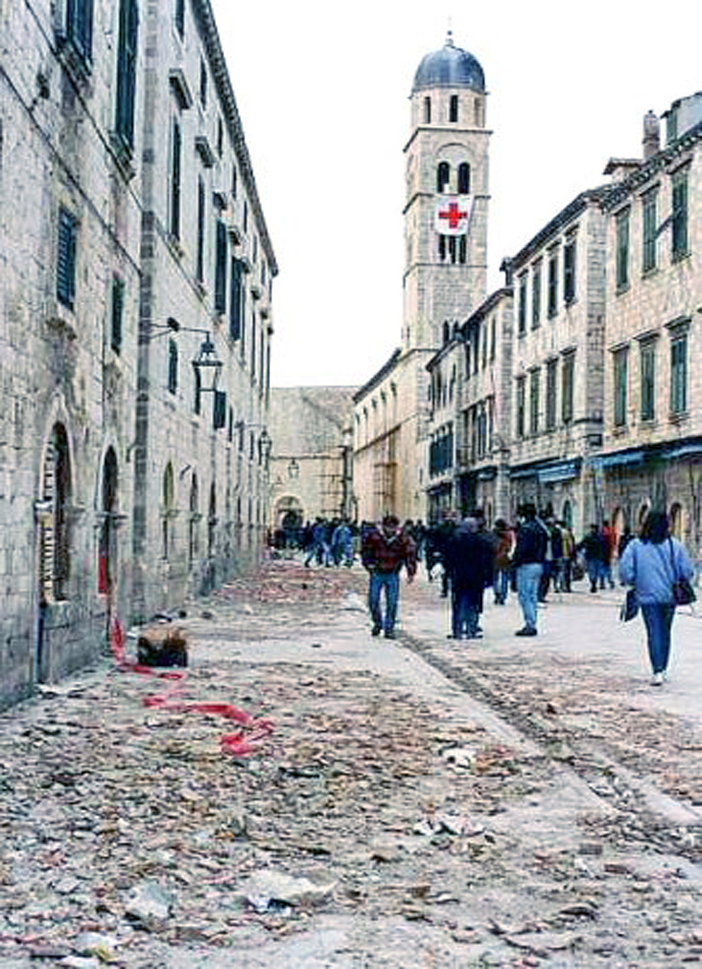
Страдун во время осады югославскими войсками

Благодаря этому плану все здания Страдуна XVII века соответствуют единой модели — в первых этажах находятся магазины с выходами на улицу. Дверь и окно выполнены в одной раме под полукруглой аркой. В течение дня дверь остаётся закрытой и товары продаются покупателям через подоконник, служащий прилавком. На вторых этажах располагаются жилые помещения, а на третьих — остальные комнаты. Кухни (после землетрясения 1667 года) всегда устраиваются на чердаках над третьим этажом для предотвращения возможного распространения огня.
В конце XX века дома на Страдуне и некоторых окрестных улицах были повреждены во время осады Дубровника, однако, большинство из них было отремонтировано.
На Страдуне находится большое количество архитектурных достопримечательностей Дубровника, благодаря чему он является популярным местом туристических прогулок. Ежегодно 3 февраля по Страдуну проходит шествие в честь праздника Власия Севастийского, святого покровителя Дубровника. На Страдуне также проводятся концерты и отмечается канун Нового года.